# René Gardi
René Gardi (Bern, 1 maart 1909 - Bern, 9 maart 2000) was een Zwitserse reiziger, schrijver en fotograaf.
Gardi studeerde biologie en wis- en natuurkunde aan de Universiteit van Bern, waarna hij van 1931 tot 1945 leraar werd aan het voortgezet onderwijs in Brügg nabij Biel. Na de oorlogsjaren gaf hij zijn baan op en trok de wereld in, waarbij hij een voorliefde aan de dag legde voor onherbergzame en weinig bezochte delen van Afrika. Hij schreef een aantal populaire reisboeken met een goed oog voor de etnografische details van de culturen die hij bezocht. Ook maakte hij films, waaronder Mandara (1959, over het gelijknamige volk in Kameroen) en Die letzte Karawane (1967). In 1967 ontving hij een eredoctoraat in de etnologie van de Universiteit van Bern. Zijn boeken werden in meerdere talen vertaald.
Gardi schreef bovendien spannende jeugdboeken, vooral over de padvinderij, waarvoor hij in Zwitserland een nationale prijs toegekend kreeg.

## Selecte bibliografie (Nederlandse vertalingen)
- Kampeerders spreken recht. Amsterdam: van Ditmar, [1947] (jeugdboek)
- Peter de verkenner. Amsterdam: van Ditmar, [1947] (jeugdboek)
- Mandara. Het onbekende bergland in Kameroen. 's Gravenhage: De Nederlandse Boekenclub, [1957]
- Verdwijnend paradijs. Over de Kirdi, de heidense stammen in de bergen en moerassen van Noord-Kameroen. Amsterdam: Kosmos, z.j.
- Blauwe sluiers, rode tenten. Bij de Arabieren en Toearegs van de Sahara. 's Gravenhage: De Nederlandse Boekenclub, z.j.
- Sepik. Fotodocumenten van een stervende cultuur; ingeleid en toegelicht door professor Alfred Bühler. Baarn: BK Boekenkring/ Bosch & Keuning, 1958
- Tambaran. Een ontmoeting met de verdwijnende cultuur van Nieuw Guinea. 's Gravenhage: De Nederlandse Boekenclub, z.j. (ca. 1956)

- Bibsys: 90608382
- Biblioteca Nacional de Chile: 000327386
- Biblioteca Nacional de España: XX1280939
- Bibliothèque nationale de France: cb12607803d (data)
- CiNii: DA03696411
- Digitale Bibliotheek voor de Nederlandse Letteren: gard012
- Gemeinsame Normdatei: 118689568
- Historisch woordenboek van Zwitserland: 011814
- International Standard Name Identifier: 0000 0001 0968 7628
- Library of Congress Control Number: n50015997
- Nationale Bibliotheek van Letland: 000013135
- MusicBrainz: 663b7ae4-8cb8-4348-b9da-7b545fbf8304
- Bibliotheek van het Japanse parlement: 00521872
- Nationale Bibliotheek van Tsjechië: xx0012560
- Nationale Bibliotheek van Israël: 987007463212805171
- Nationale Bibliotheek van Polen: a0000001116353
- Nederlandse Thesaurus van Auteursnamen: 068052014
- PIC: 333653
- Réseau des bibliothèques de Suisse occidentale: 02-A003279772
- RKD-Nederlands Instituut voor Kunstgeschiedenis: 280994
- SIKART: 12584817
- Système universitaire de documentation: 050544438
- Trove: 830201
- Union List of Artist Names: 500347399
- Virtual International Authority File: 46880229
- WorldCat: E39PBJwHcrWVxHqtv6jhHgtxjC